# هاماشبير لازارشان
هاماشبير لازارشان (بالعبرية: המשביר לצרכן) هي سلسلة إسرائيلية من المتاجر. يتكون هاماشبير من 33 فرعاً في جميع أنحاء البلاد.
وهي تختلف عن سابقاتها، تعاونية المستهلك هاماشبير (1916-1930)، التي أُعيد تنظيمها كمورد بالجملة هاماشبير هامركازي في عام 1930. تم تأسيس هاماشبير الأصلي بهدف تزويد المجتمعات اليهودية في فلسطين بالطعام بأسعار معقولة خلال سنوات النقص الغذائي أثناء الحرب العالمية الأولى.

## التاريخ
تأسست السلسلة من قبل الهستدروت في عام 1947. في عام 2003، استحوذ رامي شافيت ومجموعة من المستثمرين على سلسلة المتاجر، التي تُدير الشركة تحت الاسم الجديد، هاماشبير لازارشان الجديدة المحدودة. في عام 2007، طرحت الشركة في بورصة تل أبيب للأوراق المالية عرضاً بقيمة 6.6 مليون شيكل، وسندات بقيمة 50 مليون شيكل.

## الفروع

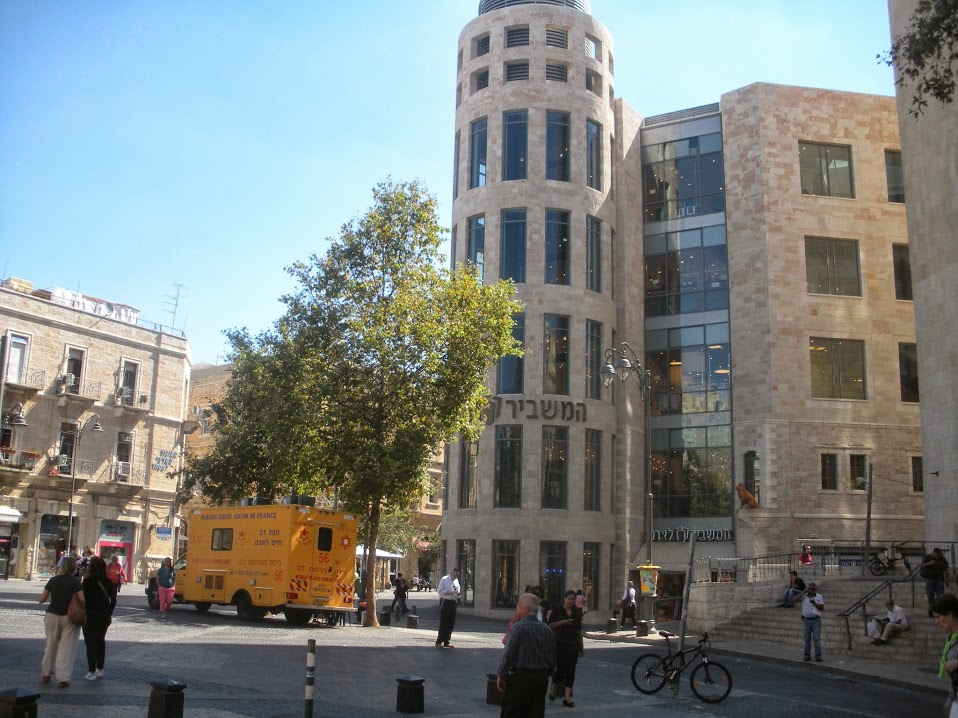
مبنى متجر هاماشبير لازارشان في ميدان صهيون.

في عام 2011، اُفتتح فرع جديد من هاماشبير في ميدان صهيون في القدس. يضم المبنى المُكون من 7 طوابق عناصر من بنايتين تاريخيتين يعود تاريخهما إلى القرن التاسع عشر كان من المُقرر سابقاً الحفاظ عليها. تم تصميم المبنى من قبل المهندس المعماري في القدس أمازيا آرونسون. وهو يقابل الساحة وشارع يافا.

## وصلات خارجية
- الموقع الرسمي